# Erythrodiplax pallida
Erythrodiplax pallida là loài chuồn chuồn trong họ Libellulidae. Loài này được Needham mô tả khoa học đầu tiên năm 1904.